# 57 mm-es 1943 mintájú páncéltörő ágyú (ZiSZ–2)
Az 57 mm-es 1943 mintájú páncéltörő ágyú (ZiSZ–2) (oroszul: 57-мм противотанковая пушка образца 1943 года (ЗиС–2)) egy szovjet gyártmányú 57 mm-es páncéltörő löveg volt, melyet a második világháború alatt használtak. Harckocsikba épített változata a ZiSZ–4 típusjelet viselte. Az első darabok gyártását a 92-es számú üzemben végezték, melyet Sztálinról neveztek el (Zavod imenyi Sztalina).

## Fejlesztés
Az 1940-es év elején Vaszilij Gavrilovics Grabin tervezőirodája megbízást kapott a Tüzérségi Főigazgatóságtól egy páncéltörő löveg kifejlesztésére. A Főigazgatóság vezetője Kulik marsall és beosztottjai úgy vélték, hogy a téli háborúban a szovjetek által bevetett nehéz harckocsik felkeltették a németek érdeklődését és várhatóan hasonló típusokat fognak kifejleszteni. Az is lehetséges volt, hogy az osztályra hatással volt a német propaganda filmekben szereplő Nb.Fz. „szuperharckocsi”. Ennek a járműnek valójában sokkal vékonyabb páncélzata volt, mint amit elhitetni próbáltak. Ezáltal Grabin és csapata a Szovjetunió által fejlesztett KV–1 harckocsit és annak 40–75 mm-es páncélzatát vette alapul a fejlesztés alatt. A fejlesztők meglátása szerint az optimális űrméret az 57 mm lesz. Az 57 mm-es lövedék torkolati sebessége 90 mm-nyi hengerelt acéllemez átütéséhez elegendő kinetikus energiát adott a kilőtt lövedéknek, emellett viszont a löveg könnyű, mobilis és könnyen elrejthető maradt. A kalibernek azonban volt egy hátulütője: a Vörös Hadseregnél újnak számított, így a muníció gyártását a nulláról kellett kezdeniük.
A fejlesztés 1940 májusában vette kezdetét, a löveg szolgálatba helyezése pedig 1941 elején történt 57 mm-es 1941 mintájú páncéltörő ágyú (ZiSZ–2) jelöléssel. A gyártás 1941 június 1-jén kezdődött, de december 1-jén Nyikolaj Nyikolajevics Voronov és Leonyid Govorov marsallok leállíttatták a gyártást, mivel a ZiSZ–2 lövedékei keresztül hatoltak a németek harckocsijain anélkül, hogy komolyabb kárt okoztak volna bennük. Egyéb okok lehettek még az ágyúk magas gyártási költsége és a lövedékek gyártási nehézségei. Ez idő alatt 371 darabot gyártottak a típusból.
A gyártósorokat ezután a 76,2 mm-es ZiSZ–3 hadosztály-lövegek gyártására állították át, a szovjet páncéltörő tüzérek pedig az olcsóbb 45 mm-es lövegekből kaptak. Néhány páncéltörőszázad kapott a ZiSZ–3 ágyúkból, melyek képesek voltak bármilyen német páncélozott harcjárművek kilőni, egészen az 1942-es évig.
A Tigris és Párduc harckocsik megjelenésével a németek javára billent a mérleg nyelve. Az 1942-es mintájú 45 mm-es lövegek csak a Párduc harckocsik oldalpáncélzatát tudták átlőni, míg a ZiSZ–3-asok csak az oldalpáncélzatot és az ágyúbölcsőt sebezhették. A Tigris ellen a ZiSZ–3 csak oldalról, kis távolságból (300 méterig) volt hatékony, a 45 mm-esek pedig szinte semmit sem értek. Egy sokkal erősebb lövegre volt szükség, majd 1943 június 15-én a ZiSZ–2 ismét hadrendbe lépett 57 mm-es 1943 mintájú páncéltörő löveg megnevezéssel. 1945-ig 9645 darabot gyártottak belőle.

## Leírás

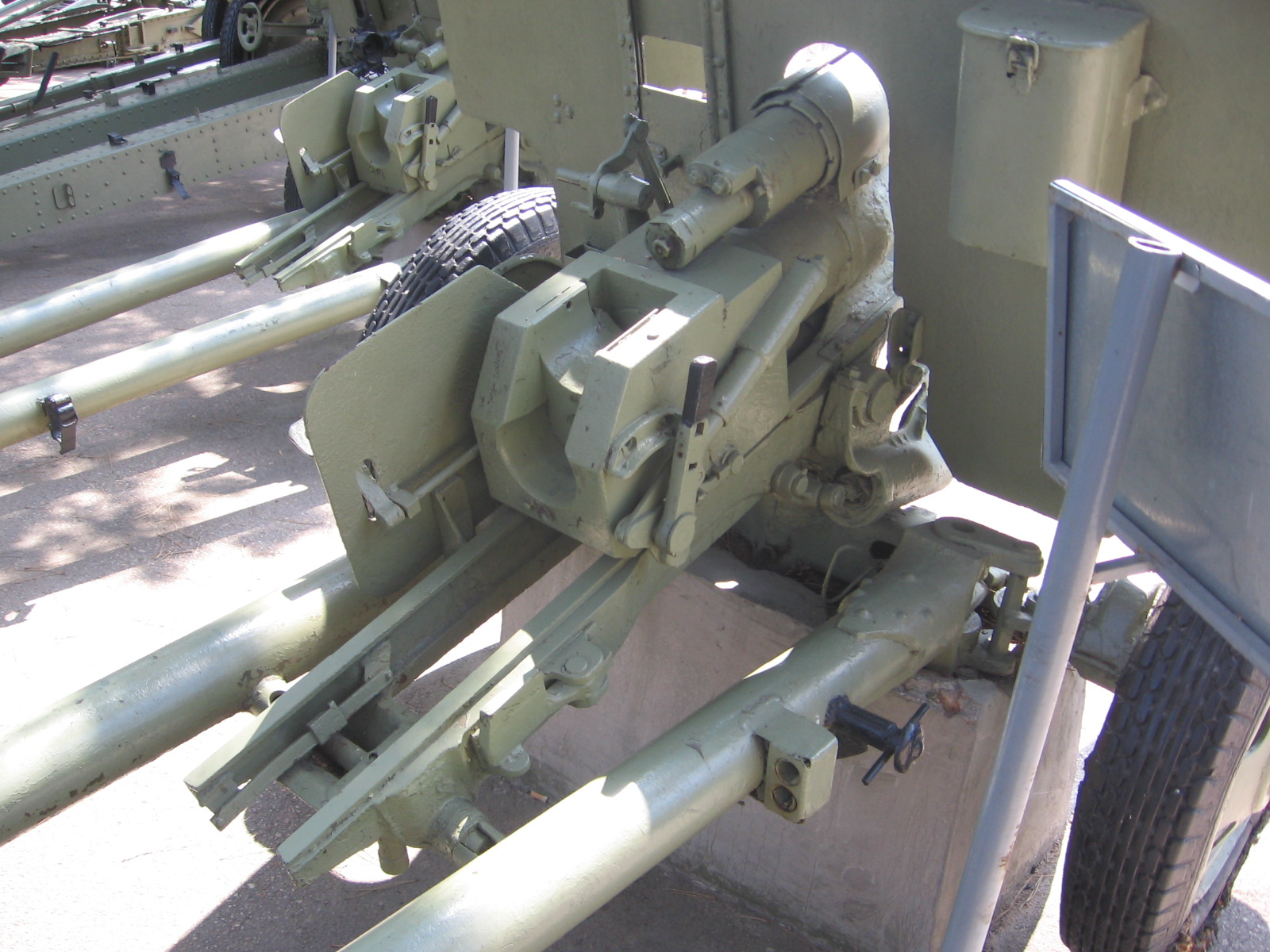
A ZiSZ–2 zárszerkezete.

A löveg fél-automata, függőlegesen mozgó lövegzárral. Tüzeléskor a lövegzár automatikusan nyit és zár, a kezelőnek csak az új lövedéket kell a závárzatba helyeznie. Ezen képességei miatt a tűzgyorsaság elérheti a percenkénti 25 lövést is. Lövegtalpszárai szétterpeszthetőek, ellátták lövegpajzzsal, melyet a ZiSZ–3-nál is alkalmaztak. Felfüggesztése tekercsrugós, melynek köszönhetően vontatási sebessége közúton 50 km/h, földúton 30 km/h, terepen 10 km/h. Az ágyúhoz lövegmozdony is kapcsolható és hatlovas fogattal is vontatható. Az irányzáshoz PP1–2 panorámairányzékot használtak.

## Szolgálat

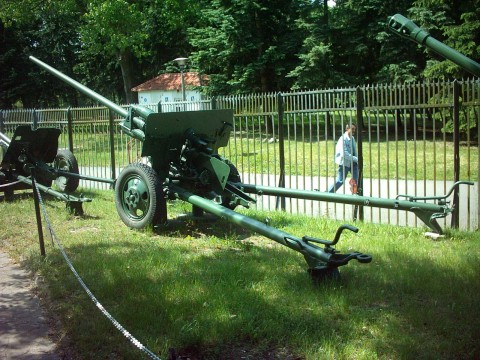
1943-as mintájú ZiSZ–2 a Poznań-i Citadellában, Lengyelország.

A ZiSZ–2 ágyúkat a gyalogos egységek páncéltörő tüzérségi szakaszaiban és a főparancsnokság tartalékos egységeinek páncéltörő tüzérségi egységeiben vetették be, legnagyobb számban páncéltörő tüzérezredekben.

### Önjáró löveg
A ZiSZ–2-t néhány járműbe is beépítették. 1941-ben nagyjából száz darabot Komszomolec páncélozott vontatókra szereltek, így létrehozva a ZiSZ–30 jelű páncélvadász járművet.
A ZiSZ–2-t legalább három különféle prototípusba is beépítették, melyek a SZU–75 rohamlövegen alapultak (SZU–74, SZU–76D, SZU–57B). Egyiket sem fogadták el sorozatgyártásra.
A ZiSZ–2-nek létezett harckocsiágyú változata is, a ZiSZ–4. 1941-ben, a T–34 harckocsik páncéltörő képességének javítása érdekében a Morozov-tervezőiroda tagjai próbaképpen felszereltek egyet a ZiSZ–4 löveggel. Az így létrejött T–34–57 harckocsikból csak keveset gyártottak, majd használtak páncélvadászként. 1943-ban az ötlet ismét előtérbe került, mikor a németek bevetették a nehezen páncélozott Párduc és Tigris harckocsijaikat. Ismét csak kis mennyiség készült, melyeket egy valamelyest javított változattal, a ZiSZ–4M-mel szereltek fel. Habár a nagy csőtorkolati sebességű löveg páncélátütő képessége jobb volt, mint az F–34 lövegé, kis tömegű lövedéke elégtelen volt megfelelő repesz-romboló lövedék használatára. A megfelelő megoldás az új torony tervezése volt, amely befogadhat egy 85 mm-es harckocsiágyút; az új típust a T–34–85 névvel látták el.
A ZiSZ–2 egy modernizált változatát használták az ASZU–57-es járműben, amely egy háború utáni ejtőernyős önjáró páncéltörő löveg volt.

### Háború utáni alkalmazás
A harckocsik páncélzatának gyors fejlődése miatt a ZiSZ–2 hamar elveszítette jelentőségét. Az 1950-es évek közepére a szovjet hadseregben a ZiSZ–2 lövegeket a sokkal erősebb 100 mm-es ágyúk váltották fel. Habár kis súlya és mérete miatt a szovjet ejtőernyős csapatoknál sokkal tovább hadrendben maradt. A rakétafegyverek gyors fejlődése vetett végleg véget a ZiSZ–2 pályafutásának. Az összes megmaradt ZiSZ–2 ma már háborús emlékmű vagy múzeumi kiállítási tárgy.

## Lőszer
| Típus                                                             | Modell          | Súly    | Töltetsúly, g |
| Páncéltörő lövedékek (csőtorkolati sebesség 990 m/s-ig)           |                 |         |               |
| Robbanó páncéltörő lövedék (APHE)                                 | BR–271K         | 3,16 kg | 18            |
| APCBC                                                             | BR–271          | 3,16 kg | 14            |
| APCBC (javított páncélátütő képesség)                             | BR–271M         | 2,80 kg | 13            |
| Tömör páncéltörő lövedék (AP)                                     | BR–271SP        | 3,16 kg | nincs         |
| Kompozit páncéltörő lövedékek (csőtorkolati sebesség 1250 m/s-ig) |                 |         |               |
| Acélmagvas páncéltörő lövedék (APCR)                              | BR–271P         | 1,79 kg | nincs         |
| Acélmagvas páncéltörő lövedék (APCR)                              | BR–271N         | 2,4 kg  | N/A           |
| Egyéb lövedékek (csőtorkolati sebesség 700 m/s-ig)                |                 |         |               |
| Repesz                                                            | O–271U (O–271G) | 3,75 kg | 204 vagy 220  |
| Kartács                                                           | Sc–271          | 3,66 kg | nincs         |

Páncélátütés
| BR–271K robbanó páncéltörő lövedék (APHE) | BR–271K robbanó páncéltörő lövedék (APHE) | BR–271K robbanó páncéltörő lövedék (APHE) |
| Távolság, m | 60°-os becsapódási szög, mm               | 90°-os becsapódási szög, mm               |
| --- | ----------------------------------------- | ----------------------------------------- |
| 100 | 91                                        | 112                                       |
| 300 | 84                                        | 103                                       |
| 500 | 76                                        | 94                                        |
| 1000 | 60                                        | 74                                        |
| 1500 | 46                                        | 57                                        |
| 2000 | 35                                        | 44                                        |
| BR–271 acélmagvas páncéltörő lövedék (APCR) |                                           |                                           |
| Távolság, m | 60°-os becsapódási szög, mm               | 90°-os becsapódási szög, mm               |
| 100 | 93                                        | 114                                       |
| 300 | 89                                        | 109                                       |
| 500 | 84                                        | 103                                       |
| 1000 | 74                                        | 91                                        |
| 1500 | 64                                        | 79                                        |
| 2000 | 56                                        | 69                                        |
| BR–271P acélmagvas páncéltörő lövedék (APCR) |                                           |                                           |
| Távolság, m | 60°-os becsapódási szög, mm               | 90°-os becsapódási szög, mm               |
| 100 | 155                                       | 190                                       |
| 300 | 137                                       | 168                                       |
| 500 | 120                                       | 147                                       |
| 1000 | 83                                        | 101                                       |
| Ezek az adatok szovjet páncélátütő mérésekből származnak (átütési valószínűség 75%). Nem közvetlenül összehasonlítandók hasonló típusú nyugati adatokkal. |                                           |                                           |

## Fordítás
- Ez a szócikk részben vagy egészben  a(z)   57 mm anti-tank gun M1943 (ZiS-2) című angol Wikipédia-szócikk ezen változatának fordításán alapul.  Az eredeti cikk szerkesztőit annak laptörténete sorolja fel. Ez a jelzés csupán a megfogalmazás eredetét és a szerzői jogokat jelzi, nem szolgál a cikkben szereplő információk forrásmegjelöléseként.